# A Certain Smile, a Certain Sadness
A Certain Smile, a Certain Sadness – album Astrud Gilberto i Waltera Wanderleya nagrany w 1966 roku. Został wydany przez Verve Records w czasie szczytu popularności muzyki bossa nova w Stanach Zjednoczonych. Muzycy byli wówczas popularnymi wykonawcami tego nurtu.

## Lista utworów
| 1.  | „A Certain Smile” (Sammy Fain, Paul Webster)                        | 1:27  |
|     |                                                                     |       |
| 2.  | „A Certain Sadness” (Carlos Eduardo Lyra, John Court)               | 3:08  |
|     |                                                                     |       |
| 3.  | „Nega Do Cabelo Duro” (Reubens Soares, David Nasser)                | 2:18  |
|     |                                                                     |       |
| 4.  | „So Nice (Summer Samba)” (Marcos Valle, Paulo Valle, Norman Gimbel) | 2:41  |
|     |                                                                     |       |
| 5.  | „Vocé Ja Foi Bahia” (Dorival Caymmi)                                | 2:15  |
|     |                                                                     |       |
| 6.  | „Portuguese Washerwoman” (André Popp, Roger Antoine Lucchesi)       | 1:30  |
|     |                                                                     |       |
| 7.  | „Goodbye Sadness” (Tristeza) (Edu Lobo, Niltinho, Gimbel)           | 3:33  |
|     |                                                                     |       |
| 8.  | „Call Me” (Tony Hatch)                                              | 3:20  |
|     |                                                                     |       |
| 9.  | „Here’s That Rainy Day” (Jimmy Van Heusen, Johnny Burke)            | 2:43  |
|     |                                                                     |       |
| 10. | „Tu Mi Delirio” (Caesar Portillo de la Luz)                         | 3:38  |
|     |                                                                     |       |
| 11. | „It’s a Lovely Day Today” (Irving Berlin)                           | 2:39  |
|     |                                                                     |       |
|     |                                                                     | 29:12 |
|     |                                                                     |       |

## Twórcy
- Astrud Gilberto – wokal
- Walter Wanderley – organy
- José Marino – gitara basowa
- Claudio Slon – bębny
- Bobby Rosengarden – perkusja
- João Gilberto – gitara
- Creed Taylor – producent
- Chuck Stewart – fotograf